# Mrs. Plum's Pudding
Mrs. Plum's Pudding è un film muto del 1915 diretto da Al Christie (con il nome Al E. Christie).

## Produzione
Il film fu prodotto dall'Universal Film Manufacturing Company (a Broadway Universal Feature).

## Distribuzione
Distribuito dall'Universal Film Manufacturing Company, il film uscì nelle sale cinematografiche USA il 23 agosto 1915.